# نورا منديز
نورا منديز (بالإسبانية: Nora Méndez) (24 مارس 1969، سان سلفادور في السلفادور)؛ كاتِبة وشاعرة .